# عناصر المجموعة السابعة
| المجموعة | 7      |
| الدورة   |        |
| 4        | 25 Mn  |
| 5        | 43 Tc  |
| 6        | 75 Re  |
| 7        | 107 Bh |
|          |        |

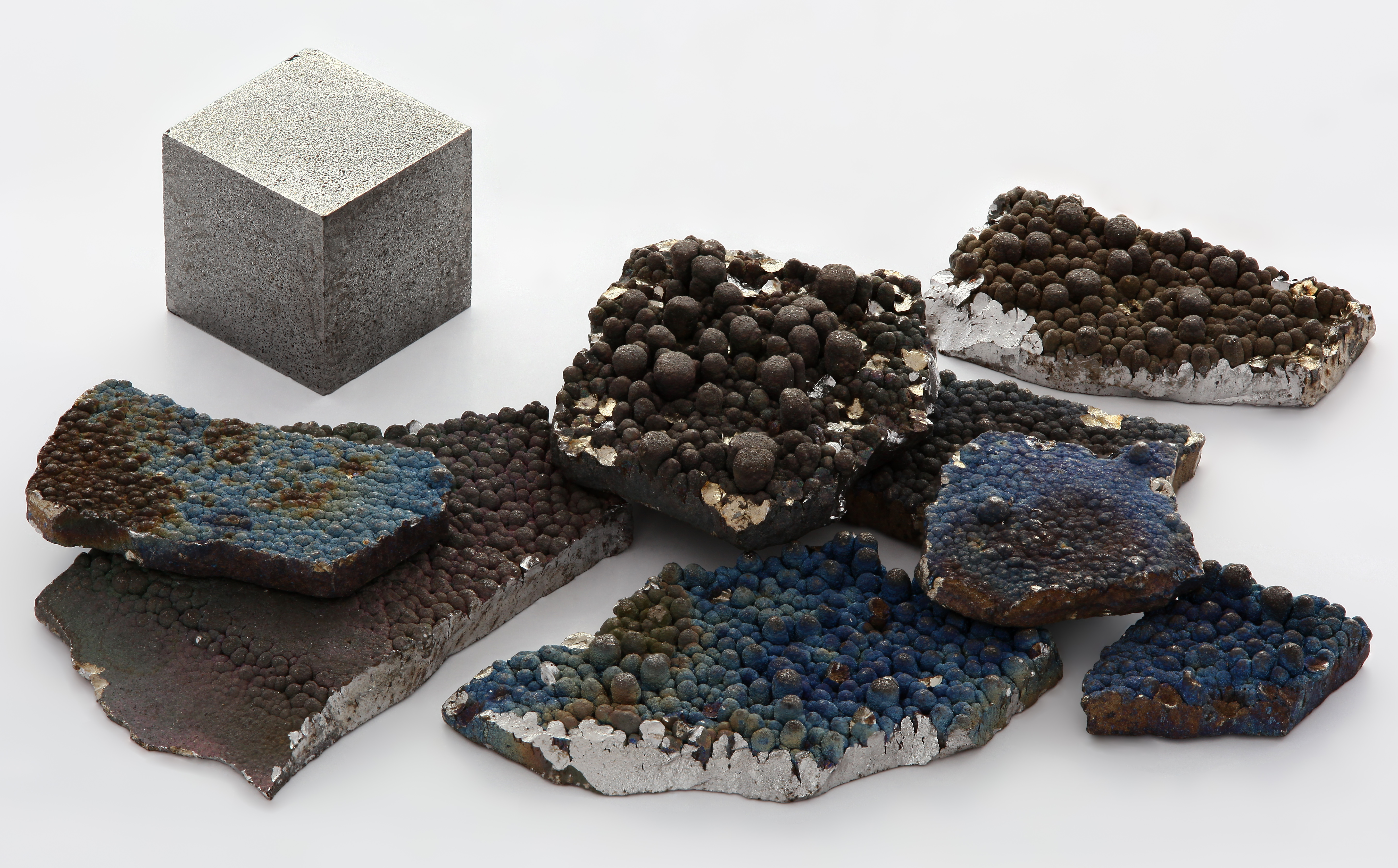

عناصر المجموعة السابعة هي العناصر الموجودة بالجدول الدوري للعناصر في المجموعة السابعة (طبقا لشكل الاتحاد الدولي للكيمياء البحتة والتطبيقية) وهي
- منجنيز (25)
- تكنيتيوم (43)
- رينيوم (75)
- بوريوم (107)

العناصر السابقة كلها يتم وضعها في المجموعة السابعة نظرا لأنها تحتوى على 4 إلكترونات في غلافها الأخير. التكنيتيوم ليس له نظير ثابت. التكنيتيوم والبروميثيوم (61)
هما العنصرين قبل البولونيوم وبعده لا يوجد أي عنصر له نظير ثابت.
تفسير الألوان للجدول الموجود على اليسار: 
فلزات انتقالية

تفسير ألوان الرقم الذري: في درجة الحرارة العادية ; اللون الأحمر يوضح العناصر التي يتم تصنيعها ولا توجد في الطبيعة.